# Elecciones estatales de Renania-Palatinado de 1951
La elección del estado de Renania-Palatinado de 1951 se celebró el 29 de abril. La CDU perdió ocho puntos porcentuales, pero seguía siendo el partido más votado. El gran ganador de las elecciones fue el FDP, que fue capaz de ganar casi siete puntos porcentuales. El Partido Comunista fue el gran perdedor, perdió cerca de la mitad de sus votos y con un 4,3% no pudo regresar al parlamento.
El primer ministro Peter Altmaier de la CDU formó una coalición de gobierno con el FDP y así terminó con la anterior coalición de todos los partidos.

## Resultados
Los resultados fueron:
| Partido | Partido | Votos     | %     | Escaños | Escaños 1947 |
|         | CDU     | 563.274   | 39,19 | 43      | 48           |
|         | SPD     | 488.374   | 33,98 | 38      | 34           |
|         | FDP     | 240.071   | 16,70 | 19      | *11          |
|         | KPD     | 62.483    | 4,35  |         | 8            |
|         | Zentrum | 29.816    | 2,07  |         |              |
|         | BHE     | 27.573    | 1,92  |         |              |
|         | NGK     | 10.012    | 0,70  |         |              |
|         | DRP     | 7.185     | 0,50  |         |              |
|         | DNS     | 4.864     | 0,34  |         |              |
|         | DAP     | 3.598     | 0,25  |         |              |
| Total   | Total   | 1.437.250 |       | 100     | 101          |

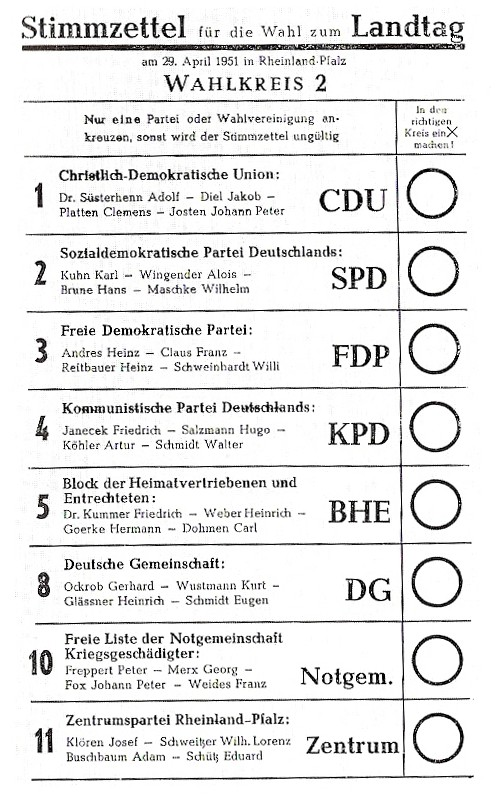
Papeleta.

* Se toman en cuenta los 7 escaños del Liberale Partei (LP) y los 4 escaños del Sozialen Volksbund (SV), que posteriormente se fusionarían en el FDP.